# Centre pénitentiaire de Nouméa
Ne doit pas être confondu avec Bagne de Nouvelle-Calédonie.
Centre pénitentiaire de Nouvelle-Calédonie
Le centre pénitentiaire de Nouméa,, ou centre pénitentiaire de Nouvelle-Calédonie, également connu localement sous le nom de Camp Est, est une prison française située dans la commune de Nouméa, dans l'aire coutumière de Djubéa-Kaponé, dans la Province Sud et dans la collectivité sui generis de Nouvelle-Calédonie.
L'établissement dépend du ressort de la mission des services pénitentiaires de l'outre-mer. Au niveau judiciaire, l'établissement relève du tribunal de première instance et de la cour d'appel de Nouméa.

## Histoire
Annexée par la France en 1853, la Nouvelle-Calédonie est rapidement devenue un outil clé pour désengorger les prisons métropolitaines, en accueillant à la fois des criminels de droit commun et des opposants politiques. Cette colonie française était un lieu idéal pour diverses raisons, mais plus particulièrement pour son emplacement géographique qui rendait presque impossible l'évasion des détenus. Au départ, en 1864, la prison était un dépôt du bagne qui accueillait des détenus condamnés aux travaux forcés, notamment les communards lors de la Commune de Paris de 1871. Les forçats construisaient des routes, exploitaient des mines et développaient l’agriculture pour servir la colonie. En 1924, les bagnes sont fermés ; le site du dépôt du bagne devient une prison civile en 1927. Elle est intégrée au système carcéral français, et la gestion passe à l’État en 1990.

## Insalubrité
Au 1er février 2022, l'établissement accueillait 280 détenus dans les quartiers « Maison d'arrêt », soit un taux d'occupation de 142.9%, et 280 détenus dans les quartiers « Centre de détention », soit un taux d'occupation de 128.4%.
Il est défavorablement connu pour ses conditions d'incarcération (insalubrité),.